# La Perla (azienda)
La Perla è un'azienda attiva nella moda di lusso, fondata nel 1954 a Bologna dalla sarta Ada Masotti.
Storicamente un marchio di lingerie, La Perla è in seguito entrata nei settori dei costumi da bagno, della biancheria da notte, del prêt-à-porter e accessori. 
Masotti, esperta nell'arte della corsetteria, ha contribuito a ridefinire la lingerie come accessorio di moda.

## Storia

### La famiglia Masotti
La Perla è fondata nel 1954 a Bologna dalla sarta e corsettiera Ada Masotti.
Il nome dell'azienda è ispirato da una scatola foderata in velluto rosso, simile a un cofanetto da gioielliere, in cui erano inserite le prime collezioni. La perla era vista come simbolo di armonia, lusso e femminilità.
La Perla diviene un marchio celebre principalmente per la produzione di lingerie, ridefinendola come accessorio di abbigliamento. A partire dagli anni cinquanta, quando la moda accentua la silhouette femminile, Ada Masotti si cimenta con materiali e tecnologie come il ricamo Cornelly, il macramè, la seta soutache, l'antica tecnica del ricamo a frastaglio e la dentelle de Calais.
Per adattarsi alla moda degli anni sessanta, La Perla lancia una linea di lingerie basata su pattern colorati, floreali e a scacchi, insieme ai più tradizionali bianco, nero e color carne. Sono lanciate anche le prime collezioni di bikini e costumi interi. Negli anni settanta, La Perla introduce il reggiseno a triangolo di jersey di seta. Nel 1978, La Perla lancia una linea in pizzo elasticizzato.
Nel 1981 la direzione del marchio passa ad Alberto Masotti, figlio della fondatrice.
Masotti, laureato in medicina, affida la direzione creativa alla moglie Olga Cantelli Masotti, a suo tempo già designer delle collezioni.
La direzione della comunicazione del marchio verrà affidato alla figlia Anna nel 1995. 
Qualche tempo dopo Anna Masotti riceverà un importante riconoscimento dal Presidente della Repubblica per il suo ruolo di giovane dirigente di una azienda italiana di eccellenza e viene invitata al Quirinale per parlare ad una platea di studenti. 
Negli anni di lavoro in azienda Anna Masotti sarà anche Brand Ambassador di La Perla e nel 2004 ritirerà con il padre Alberto,il premio La Kore, Oscar della Moda.

#### Collezioni speciali
Nel 2004, per celebrare il proprio cinquantenario, La Perla crea una collezione di pizzo Valenciennes.
Nel 2006 l'attore Daniel Craig indossa nel film di 007 Casino Royale un costume da bagno Grigioperla. Nel 2012 la casa d'aste Christie's organizza un'asta speciale per celebrare il cinquantenario del primo film di James Bond, e il costume La Perla è venduto per 44,450 sterline.
Nel 2007 La Perla lancia il bustino Cage, indossato da Victoria Beckham nel video "Headlines" delle Spice Girls. In seguito La Perla lancia una capsule collection del Cage che include anche il top indossato da Beyoncé durante la sua performance ai Grammy Awards del 2014.
Nel 1983 La Perla introduce la under-jacket (sotto-giacca) dopo la creazione della famosa La Perla Maison, lingerie da portare sempre out o sotto-giacca.
Nel 1994 La Perla lancia il reggiseno Sculpture, di lycra.

### Vendita ad un fondo americano
Nell'ottobre 2008 la famiglia Masotti vende La Perla a JH Partners, una società di private equity di proprietà del finanziere americano John Hansen con sede a San Francisco e focalizzata sugli investimenti in aziende di servizi e marchi di lusso.
Nel 2011 La Perla avvia una collaborazione con lo stilista francese Jean Paul Gaultier. Nello stesso anno entra nel settore dello shapewear (intimo modellante) con la collezione ShapeCouture.

### Ritorna italiana
Nel giugno 2013 l'imprenditore Italiano Silvio Scaglia, tramite la holding Pacific Global Management, acquisisce La Perla all'asta per 69 milioni di euro. Pacific Global Management possiede anche Elite Global Management e Women Management In seguito all'acquisizione, l'azienda è rilanciata con una nuova strategia di sviluppo. Nello stesso anno La Perla lancia la linea Made to Measure. Il servizio è dedicato a creazioni realizzate su misura.
La prima collezione Atelier de La Perla è inaugurata durante la Couture Fashion Week a Parigi nel 2015. La passerella avviene all'Hôtel Salomon de Rothschild e i capi sono messi in mostra alla boutique La Perla di Parigi sulla Rue du Faubourg Saint-Honoré.

### In mano olandese
Nel febbraio 2018 la società è venduta a una società olandese con sede a Londra, Sapinda Holding (nel maggio 2019 prende il nome di Tennor), di proprietà di un finanziere tedesco, Lars Windhorst, un investitore con la fama di scommettere su aziende dal futuro incerto con in portafoglio miniere di carbone in Sudafrica e piantagioni in Africa.
Nel luglio 2019 Tennor, dopo essere intervenuto in febbraio per salvare dal fallimento i cantieri navali di Flensuburg, sulla costa del Baltico, ed avere in giugno comprato per 125 milioni il 37,5% della Herta Berlino, una squadra di calcio della Bundesliga,  entra con una quota di minoranza pagata una quarantina di milioni nel marchio di moda Ralph&Russo, fondato a Londra nel 2010 mentre a Bologna sono annunciati licenziamenti.

## Prodotti

### Lingerie
Fra le tecniche e i materiali utilizzati da La Perla si annoverano il frastaglio, il pizzo Leavers e il tulle ricamato.

### Costumi da bagno
La Perla entra nel settore dei costumi da bagno femminili nel 1965, con la prima collezione di bikini e costumi interi.

### Biancheria da notte
La Perla produce biancheria da notte con gli stessi materiali e colori delle proprie collezioni di lingerie.

### Prêt-à-porter
La prima collezione prêt-à-porter è sviluppata sotto la guida della direttrice creativa Sigurd Steinunn.
L'ultima con il direttore creativo Julia Haart nel 2016.

### Linea uomo
Nel 1985 l'azienda ha esteso la propria produzione alla biancheria intima e ai costumi da bagno da uomo.

### Scarpe e borse
La Perla produce anche linee di accessori. Il direttore creativo Julia Haart ha progettato collezioni di scarpe e borse a partire dalla stagione Primavera/Estate 2016.

### Profumi
L'azienda è entrata nel settore dei profumi con la prima fragranza, chiamata La Perla, nel 1986. Un profumo da uomo, Grigioperla, è stato prodotto a partire dal 1993.
I flaconi del profumo sono stati creati dal designer Pierre Dinand.

## Negozi
La Perla vende le sue collezioni tramite una rete di circa 150 boutique, sia di proprietà sia in franchising. Le prime boutique hanno aperto nel 1991.

## Pubblicazioni
Nel 1997, le collaborazioni de La Perla con il fotografo Marino Parisotto hanno avuto come risultato la pubblicazione di un volume fotografico, Senso, che presentava i nuovi stili La Perla. Senso era dedicato al mondo della corsetteria visto attraverso lo sguardo femminile.
Nel 2012 Rizzoli New York ha pubblicato La Perla. Lingerie & Desire, monografia dedicata al marchio.

## Campagne pubblicitarie
La campagna Primavera/Estate 2014, girata da Mert Alas e Marcus Piggott sotto la direzione artistica di Fabien Baron e con lo styling di Ludivine Poiblanc, ha visto partecipi le modelle Cara Delevingne, Liu Wen e Malgosia Bela. Le tre supermodelle sono state scelte per rappresentare le numerose sfaccettature del mondo femminile — il concetto guida della campagna pubblicitaria de La Perla per questa stagione.
Alas, Piggott e Baron hanno ripreso i propri ruoli nella campagna Autunno/Inverno 2014, mentre le supermodelle Mariacarla Boscono e Daria Strokous si sono aggiunte alla protagonista della stagione precedente Liu Wen. La campagna è iniziata con il debutto della nuova collezione La Perla Made to Measure e l'anteprima dell'esclusivo backstage film.
La campagna Primavera/Estate 2015 ha avuto come star le modelle Izabel Goulart, Sigrid Agren e Ming Xi, a cui si è aggiunto per la prima volta un protagonista maschile — il modello Richard Biedul.
Per la campagna Autunno/Inverno 2015 La Perla si è avvalsa per la quarta volta dei fotografi Alas e Piggott e del direttore artistico Baron. Le top model Liu Wen, Natasha Poly e Isabeli Fontana sono apparse nella campagna indossando pizzo nero.
La campagna Primavera/Estate 2016 ha introdotto la modella italiana Mariacarla Boscono.
Nell'Autunno/Inverno 2016 La Perla ha proseguito la collaborazione con Alas e Piggott, e ha scelto come modelle Valery Kaufman, Sasha Luss e Liu Wen.